# Mon pays imaginaire
Pour plus de détails, voir Fiche technique et Distribution.
Mon pays imaginaire (Mi país imaginario) est un film documentaire franco-chilien réalisé par Patricio Guzmán, sorti en 2022.
Il a pour sujet les manifestations chiliennes de 2019 et ses conséquences,,.

## Synopsis
Les manifestations débutent à la suite de l'augmentation de 30 pesos du ticket de métro. Patricio Guzmán interviewe des participantes et participants à ces manifestations, qui témoignent de la grande précarité d'une partie de la population chilienne, notamment les mères célibataires et les indigènes. Il se remémore sa jeunesse, l'époque de la présidence de Salvador Allende puis du coup d’État de Augusto Pinochet.
Plusieurs personnes témoignent de la violence de la répression policière, qui visaient aussi les photographes ou les secouristes portant secours aux blessés. Plusieurs personnes ont été mutilées, ont par exemple perdu un œil. Malgré cette répression, les manifestations se poursuivent, Les manifestants obtiennent finalement une révision de la Constitution. Patricio Guzmán interviewe des membres de l'assemblée constituante. 

## Fiche technique
Sauf indication contraire, les informations mentionnées dans cette section peuvent être confirmées par les bases de données cinématographiques IMDb et Allociné,  présentes dans la section « Liens externes ».
- Titre original : Mi país imaginario
- Titre français : Mon pays imaginaire
- Réalisation et scénario : Patricio Guzmán
- Musique : Miranda y Tobar
- Photographie : Samuel Lahu
- Son : Juan Carlos Maldonado III
- Montage : Laurence Manheimer
- Production :
  - Exécutive : Benjamin Lanlard
  - Déléguée : Renate Sachse
  - Coproduction : Olivier Perez et Alexandra Galvis
- Société de production : Atacama Productions, Market Chile
  - Coproduction : Arte France Cinéma et Market Chile
- Société de distribution : Pyramide Distribution (France), Pyramide International (International)
- Pays d'origine : France, Chili
- Format : Couleurs
- Genre : documentaire
- Durée : 83 minutes
- Dates de sortie :
  - France : 20 mai 2022 (Festival de Cannes 2022), 26 octobre 2022 (sortie nationale)

## Accueil

### Accueil critique
En France, le site Allociné propose une moyenne de 3,5⁄5, après avoir recensé 17 critiques de presse.

### Box-office
Pour son premier jour d'exploitation en France, Mon pays imaginaire réalise 1 712 entrées, dont 662 en avant-première, pour 51 copies. Le film se place en cinquième position du box-office des nouveautés derrière L'école est à nous (22 269) et devant Bowling Saturne (1 356).

## Distinctions

### Sélections
- Festival de Cannes 2022 : sélection en Séances spéciales
- Festival international du film de Toronto 2022 : sélection en section TIFF Docs